# Österreichische Alpine Skimeisterschaften 1959
Die Österreichischen Alpinen Skimeisterschaften 1959 fanden vom 27. Februar bis zum 1. März in Kitzbühel statt.

## Herren

### Abfahrt
| Platz | Name             | Zeit       |
| ----- | ---------------- | ---------- |
| 01    | Mathias Leitner  | 2:31,3 min |
| 02    | Egon Zimmermann  | 2:32,0 min |
| 03    | Pepi Gramshammer | 2:34,1 min |
| 04    | Josef Stiegler   | 2:34,2 min |
| 05    | Ernst Hinterseer | 2:34,4 min |
| 06    | Toni Mark        | 2:35,1 min |
|       | Kurt Pair        | 2:35,1 min |
| 08    | Helmut Schaller  | 2:36,6 min |
| 09    | Ernst Oberaigner | 2:37,0 min |
| 10    | Franz Tritscher  | 2:38,5 min |

Datum: 28. Februar 1959

Ort: Kitzbühel

Piste: Streif

Streckenlänge: 3600 m

Tore: 17

### Riesenslalom
| Platz | Name             | Zeit       |
| ----- | ---------------- | ---------- |
| 01    | Mathias Leitner  | 1:30,1 min |
| 02    | Andreas Molterer | 1:30,7 min |
|       | Ernst Hinterseer | 1:30,7 min |
| 04    | Toni Mark        | 1:30,8 min |
| 05    | Josef Rieder     | 1:31,4 min |
| 06    | Egon Zimmermann  | 1:31,9 min |
| 07    | Pepi Gramshammer | 1:32,0 min |
| 08    | Josef Stiegler   | 1:32,4 min |
| 09    | Otto Wiedmann    | 1:33,1 min |
| 10    | Helmut Schaller  | 1:33,2 min |

Datum: 27. Februar 1959

Ort: Kitzbühel

Piste: Hausberg

### Slalom
| Platz | Name             | Zeit       |
| ----- | ---------------- | ---------- |
| 1     | Andreas Molterer | 2:18,0 min |
| 2     | Toni Mark        | 2:20,4 min |
| 3     | Ernst Oberaigner | 2:22,7 min |

Datum: 1. März 1959

Ort: Kitzbühel

Piste: Ganslernhang

### Kombination
Die Kombination setzt sich aus den Ergebnissen von Slalom, Riesenslalom und Abfahrt zusammen.
| Platz | Name             | Punkte |
| ----- | ---------------- | ------ |
| 1     | Toni Mark        | 04,30  |
| 2     | Josef Stiegler   | 06,97  |
| 3     | Mathias Leitner  | 08,44  |
| 4     | Ernst Hinterseer | 09,01  |
| 5     | Ernst Oberaigner | 12,85  |

## Damen

### Abfahrt
| Platz | Name                 | Zeit       |
| ----- | -------------------- | ---------- |
| 1     | Erika Netzer         | 2:13,5 min |
| 2     | Grete Haslauer       | 2:17,3 min |
| 3     | Hilde Hofherr        | 2:18,2 min |
|       | Herlinde Beutlhauser | 2:18,2 min |
| 5     | Christl Staffner     | 2:19,1 min |
| 6     | Kathi Hörl           | 2:20,1 min |
| 7     | Helga Hanel          | 2:21,1 min |
| 8     | Helga Herdy          | 2:23,8 min |

Datum: 28. Februar 1959

Ort: Kitzbühel

Piste: Seidlalm

### Riesenslalom
| Platz | Name                 | Zeit       |
| ----- | -------------------- | ---------- |
| 1     | Grete Haslauer       | 1:17,7 min |
| 2     | Hilde Hofherr        | 1:18,1 min |
| 3     | Helga Hanel          | 1:18,7 min |
| 4     | Kathi Hörl           | 1:19,5 min |
| 5     | Erika Netzer         | 1:20,2 min |
| 6     | Herlinde Beutlhauser | 1:20,3 min |
| 7     | Christl Machek       | 1:21,5 min |
| 8     | Christl Staffner     | 1:22,1 min |
| 9     | Rosl Pfeiffer        | 1:22,5 min |

Datum: 27. Februar 1959

Ort: Kitzbühel

### Slalom
| Platz | Name           | Zeit       |
| ----- | -------------- | ---------- |
| 1     | Erika Netzer   | 1:31,7 min |
| 2     | Helga Hanel    | 1:34,7 min |
| 3     | Christl Machek | 1:35,7 min |

Datum: 1. März 1959

Ort: Kitzbühel

### Kombination
Die Kombination setzt sich aus den Ergebnissen von Slalom, Riesenslalom und Abfahrt zusammen.
| Platz | Name           | Punkte |
| ----- | -------------- | ------ |
| 1     | Erika Netzer   | 02,63  |
| 2     | Grete Haslauer | 08,11  |
| 3     | Helga Hanel    | 08,91  |
| 4     | Hilde Hofherr  | 10,30  |
| 5     | Kathi Hörl     | 10,94  |